# NGC 7013
NGC 7013 (również PGC 66003 lub UGC 11670) – galaktyka spiralna (S0-a), znajdująca się w gwiazdozbiorze Łabędzia. Odkrył ją William Herschel 17 lipca 1784 roku.